# Pula botswanesa
La pula és la moneda de Botswana. El codi ISO 4217 és BWP i s'abreuja P. Se subdivideix en 100 thebe. Tant els noms de la unitat monetària com de la fracció deriven de la llengua setswana, en què pula significa "pluja" (la pluja és molt escassa a Botswana, país ocupat majoritàriament pel desert de Kalahari i, per tant, és un bé molt valuós) i thebe vol dir "escut".
La pula es va introduir el 1976 en substitució del rand sud-africà a un tipus de canvi paritari (1 pula = 1 rand). Malgrat la devaluació del 12% de maig del 2005, la pula continua sent una de les monedes més fortes de l'Àfrica.
Emesa pel Banc de Botswana (en setswana Banka ya Botswana, en anglès Bank of Botswana), en circulen monedes de 5, 10, 25 i 50 thebe i d'1, 2 i 5 pula, i bitllets de 10, 20, 50, 100 i 200 pula.

## Taxes de canvi
- 1 EUR = 6,84280 BWP (7 de maig del 2006)
- 1 USD = 5,37680 BWP (7 de maig del 2006)